# Anzai Rara
Anzai Rara (安齋 らら 1 tháng 3 năm 1994 –) là một nữ diễn viên khiêu dâm người Nhật Bản.

## Sự nghiẹp・Đời tư
Cô sinh ra tại Kyōto năm 1994.
7/9/2013, cô ra mắt ngành phim khiêu dâm từ hãng S1 dưới tên Utsunomiya Shion (宇都宮 しをん) với phim "Tân binh NO.1STYLE Utsunomiya Shion ra mắt ngành phim khiêu dâm" (新人NO.1STYLE　宇都宮しをんAVデビュー). Công ti chủ quản của cô là Eightman.
Tại sự kiện AV OPEN2014 năm 2014, phim của cô đã xếp thứ 2 trong hạng mục siêu cân nặng (スーパーヘビー). Cô đã dừng ra mắt phim vào tháng 8 sau phim "Dương vật lớn Zubozubo Utsunomiya Shion" (巨根ズボズボ 宇都宮しをん).
Năm 2015, cô chuyển công ti chủ quản sang T-Powers và trở lại ngành từ hãng S1 dưới tên RION với phim "Tân binh NO.1STYLE RION ra mắt ngành phim khiêu dâm" (新人NO.1STYLE AVデビューRION).
Cô đã tạm dừng hoạt động vào tháng 9/2018.
Tháng 12/2019, cô trở lại công ti Eightman dưới tên Anzai Rara (安齋 らら), tên cô đã sử dụng trong các hoạt động chụp ảnh áo tắm trên tạp chí Playboy từ năm 2014. Đây là lần thứ 3 cô ra mắt ngành từ hãng S1.
Cô còn được gọi là Thần bầu sữa (神の乳). Sở thích của cô là bơi lội.